# Raspailia cervicornis
Raspailia cervicornis är en svampdjursart som beskrevs av Burton 1948. Raspailia cervicornis ingår i släktet Raspailia och familjen Raspailiidae.
Artens utbredningsområde är havet utanför Kongo-Brazzaville och Kongo-Kinshasa. Inga underarter finns listade i Catalogue of Life.